# Derk Meeles
Derk Willem Meeles (Deventer, 11 februari 1872 - Hilversum, 16 december 1958) was een Nederlandse schilder.

## Leven en werk
Meeles was een zoon van Johan Hendrik Meelis (1841-1913) en Aleida Theodora Bloemink (ca. 1841-1929). Hij volgde de eerste tekenlessen in zijn geboorteplaats en trok vervolgens naar Amsterdam, waar hij werd opgeleid aan de Kunstnijverheidsschool Quellinus en de avondcursussen volgde van de Rijksakademie van beeldende kunsten. Hij kreeg les van onder anderen George Sturm, August Allebé, Carel Dake en Barend Wijnveld.
Met Co Breman schilderde hij wanddecoraties voor de in 1895 gehouden wereldtentoonstelling in Amsterdam. Breman huurde in 1897 de 'Oude Brouwerij' aan de Torenlaan in Blaricum en Meeles, Elias Stark en Douwe Komter trokken erbij in. De kunstenaars worden gerekend tot de tweede generatie van de Larense School. Meeles gaf enige tijd les in Amsterdam en aan de ambachtsschool in Deventer, maar in de eerste jaren van de 20e eeuw kocht hij 'de Vlasschuur' in Laren en keerde terug naar het Gooi. In 1913 trouwde hij met schilderes Loes van Groningen (1884-1970). 
Meeles schilderde in een naturalistisch-impressionistische stijl en maakte onder meer landschappen, stillevens en genrevoorstellingen. Ter gelegenheid van zijn zestigste verjaardag werd in 1932 in hotel Hamdorff een jubileumexpositie gehouden, die werd geopend door jhr. H.L.M. van Nispen tot Sevenaer, burgemeester van Laren, in aanwezigheid van burgemeester J.J. Klaarenbeek van Blaricum.
Meeles overleed in 1958, op 86-jarige leeftijd